# Haumea (törpebolygó)

A Haumea (sárga), a Pluto (piros) és a Neptunusz (szürke) pályája

A Haumea (szimbólum: ) a Kuiper-övben keringő törpebolygó, kisbolygó-jelöléssel: (136108) Haumea. Tömege a Pluto harmada. 2004-ben az Amerikai Egyesült Államokban a Palomar Obszervatóriumban a Caltechnél dolgozó Michael Brown által vezetett kutatócsoport, és 2005-ben Spanyolországban a Sierra Nevada Obszervatóriumban egy J. L. Ortiz vezette csoport fedezte fel, bár az utóbbiról még viták folynak. A Nemzetközi Csillagászati Unió 2008. szeptember 17-én hivatalosan is törpebolygóvá nyilvánította, és Haumeáról, a gyermekszülés hawaii istennőjéről nevezte el.
A Haumea kiterjedt bolygópályája miatt egyedülálló a Neptunuszon túli objektumok között. Bár alakját közvetlenül nem vizsgálták, a fénygörbéből ítélve formája ellipszoid alakú lehet, hosszabbik tengelye a rövidebbik kétszerese. Ahhoz elegendő a gravitáció, hogy fennálljon a hidrosztatikus egyensúly, emiatt törpebolygónak számít.
A pályája túlnyúlik a Neptunuszon, gyorsan forog a tengelye körül, sűrűsége magas és nagy az albedója – mindezek együtt egyes elképzelések szerint arra utalnak, hogy a Haumea egy óriási összeütközés eredménye, aminek megmaradt részei közül a Haumea lett a legnagyobb, s ennek során jöttek létre ma ismert holdjai és a közelében keringő többi TNO (Neptunuszon túli objektum).

## Besorolása

A Haumea névleges librációja, a Neptunuszhoz igazított forgó koordináta-rendszerben

A Haumea Neptunuszon kívüli törpebolygó, plutoida. Törpebolygó minősítése azt jelenti, hogy ahhoz elég nagy a tömege, hogy a saját gravitációja miatt kialakulhasson a hidrosztatikai egyensúly, azaz közel gömb alakot vegyen fel, de a környezetéből nem tüntette el a hasonló égitesteket. A Haumea alakja ennek ellenére messze van a gömbtől, ellipszoid alakja egyes vélemények szerint a gyors forgásának következménye. Ez a jelenség ahhoz hasonlít, mint mikor egy vízzel teli léggömböt pörgetve feldobnak, s ekkor az anyagnak nincs elég gravitációs ereje ahhoz, hogy a kinyúlt anyagrészt visszahúzza. A Haumeát a kezdetekben egészen 2006-ig klasszikus kuiper-övi objektumként vette figyelembe az Nemzetközi Csillagászati Unió (IAU) Kisbolygó Központja (Minor Planet Center), de most már nem így tartják számon. A névleges röppálya arra utal, hogy ötödrendű, 12:7-es rezonáns bolygó. Erre abból lehet következtetni, hogy perihélionjainak 35 CsE távolsága a Neptunusszal mért stabilitásának határán van. A pálya további vizsgálata szükséges ahhoz, hogy beigazolják ennek dinamikus állapotát.

### Feltételezett, közelmúltbeli ütközése
A Haumea elnyúlt alakja, holdjainak, valamint a pályáján lévő többi kisbolygó megléte arra utal, hogy a nem túl távoli múltban két kisbolygó ütközéséből jött létre. A két eredeti kisbolygó alkotja nagyrészt a Haumeát, az ütközés során elrepülő részecskék a pályáján lévő, többi kisbolygót valamint a két holdat.

## Tulajdonságai
285,4 év alatt kerüli meg a Napot. Tengelye körül 3,9 óra alatt fordul meg. Erősen megnyúlt égitest, becslések szerint legjobban egy 1960×1500×1000 km-es ellipszoiddal közelíthető. Felületét főleg vízjég borítja.
A nagyobbik S/2005(2003 EL61)1 jelű holdjának tömege kb. 1%-a, a S/2005(2003 EL61)2 jelűé 0,2%-a a 2003 EL61 tömegének.
A Haumea családjába tartozik a két hold, a 2002 TX300, a (24835) 1995 SM55, a (19308) 1996 TO66, a (120178) 2003 OP32 és a (145453) 2005 RR43.

### Holdjai
Haumea hawaii termékenységistennő lányai Hi'iaka és Namaka. Hi'iaka még tojásban került Hawaiira, Haumea szájában született. Namaka pedig a víz egy szelleme, derül ki a hawaii mitológiából. Namaka földet készít, amikor nővére, Pele lávát enged a tengerbe.
A Haumea holdjai a Hi'iaka, másképpen Haumea I., és a Namaka, amit Haumea II-nek is neveznek. A második hold beceneve „Blitzen”, a Caltech team után. Átmérője 170 km. 2005. november 7-én jelentették be a felfedezését. A Hi'iaka holdat korábban, 2005. január 26-án jegyezték be. Ennek átmérője 310 km.

## Neve
Míg meg nem kapta állandó nevét, a Caltechben dolgozó kutatócsoport Santának nevezte el, mivel 2004. december 28-án fedezték fel, pár nappal karácsony után. Az amerikai hagyományok szerint a Télapó, és nem Jézus hozza az ajándékokat. A spanyol csoport ettől teljesen külön, 2005. júliusban fedezte fel az égitestet. Hivatalosan először 2005. július 29-én nevezték el, s ekkor végleges névként a Haumeát kapta, de ezt megelőzően ideiglenes jele 2003 EL61 volt, ahol a "2003" a spanyol felfedezés képére utalt. Végleges számát 2006-ban kapta meg, s ekkor (136108) 2003 EL61 néven került be a kisbolygók hivatalos jegyzékébe.
Az NCsU irányelveket adott ki a klasszikus KBO-k elnevezését illetően. Ezek szerint a Kuiper-övön túli (KPO) égitestek a teremtéssel, létrehozással kapcsolatban álló mitológiai lényekről kapják majd a nevüket. Ezután 2006. szeptemberben a Caltech mind a (136108) 2003 EL61 bolygóra, mind pedig a holdjára a hawaii mitológiából kerestek nevet, hogy „így tisztelegjenek annak a helynek, ahol a holdat felfedezték.” A nevekre a Caltech csapatának tagja, David Rabinowitz tett javaslatokat. Haumea annak a Hawaiʻi szigetnek a védelmezője, ahol a Mauna Kea Obszervatórium áll. Ráadásul vele azonosítják Pāpāt a Föld istenasszonyát és Wākea, az űr istenének a feleségét. Ez azért találó, mivel úgy gondolják, a 2003 EL61 majdnem kizárólag kőzetekből áll, s nincs a felszínén olyan vékony jégtakaró, ami a Kuiper-öv többi ismert objektumára jellemző. Végül Haumea a termékenység és a gyermekáldás istennője is, a testén több helyen számos gyermek jön napvilágra; s e között és a régi bolygó között, ahol a jéggel borított felszín alól jöttek létre az új törpebolygók, s ezeket a törpebolygókat Haumea lányairól, Hiʻiakáról és Nāmakáról nevezték el.

## Ellentmondások felfedezése körül
Két csoport is állítja, hogy ők fedezték fel a Haumeát. Mike Brown és a Caltechnél dolgozó csapata 2004 decemberében olyan képeken fedezte fel a törpebolygót, melyeket 2004. május 6-án készítettek. 2005. július 20-án az interneten közzétették egy jelentés kivonatát, mely arra utalt, hogy a felfedezést 2005 szeptemberében egy konferencián fogják nyilvánosságra hozni. José Luis Ortiz Moreno és a spanyol Sierra Nevadai Obszervatórium Instituto de Astrofísica de Andalucía részlegében dolgozó csoportja nagyjából ekkor vette észre a Haumeát egy 2003 márciusában – hetedike és tizedike között – készített fényképen. Ortiz 2005. július 27-én éjszaka elektronikus levelet küldött felfedezésükről a Minor Planet Centernek.
Brown arra kezdett gyanakodni, hogy a spanyolok csaltak. Onnan jutott erre a következtetésre, hogy észrevette, megfigyelési jegyzeteihez a felfedezés bejelentését megelőző napon a spanyolok hozzájutottak. Ezek a bejegyzések elegendő adatot tartalmaztak ahhoz, hogy a 2003-as felvételükön előbb megtalálják a bolygót, minthogy a másik csoport bejelentse. Ezen felül a bejegyzésekhez ismételten hozzáfértek, mielőtt Ortiz megállapította volna annak az időpontját, hogy mikor tud a megerősítő bejelentéshez szükséges képeket készíteni. Ortiz később elismerte, hogy hozzáfért a Caltech megfigyelési bejegyzéseihez, de tagadta, hogy akármi rosszat is akart volna tenni. Azt mondta, csupán azt akarták igazolva látni, hogy egy új objektumot fedeztek fel.
A NCsU eljárásrendje szerint azt illeti a bolygó felfedezőjének a címe, aki először ad az MPC-nek olyan adatokat, melyek alapján pontosan meg lehet határozni a kisbolygó pályáját. Aki ezt teljesíti, annak van először joga nevet adni az égitestnek. Bár a NCsU 2008. szeptember 17-én bejelentette hogy a Haumeát elfogadta újonnan bejelentett törpebolygóként, de a felfedezőkről nem tett említést. A felfedezés helyének a spanyol csapat Sierra Nevada-i obszervatóriumát jelölték meg, de a kiválasztott név a California Institute of Technology javaslata volt.

## A Haumea az irodalomban
A kisbolygóról szól Fehér Béla magyar író Etelka almája című humoreszkje; a novella szerint az égitestnek intelligens, magas technológiai fejlettségű lakossága van, amely annyira fejlett, hogy tudományos programjai épülnek más lakott bolygók megfigyelésére, többek között a földi életet is figyelemmel kíséri; „olyan sugártávcsöveket szerkesztettek, amelyekkel az apró földi részleteket is képesek megfigyelni”.